# Crossopetalum ilicifolium
Crossopetalum ilicifolium là một loài thực vật có hoa trong họ Dây gối. Loài này được (Poir.) Kuntze mô tả khoa học đầu tiên năm 1891.